# Walter Ormeño
Francisco Walter Ormeño Arango (Lima, 3 de diciembre de 1926-Ciudad de México, 4 de enero de 2020), conocido como Walter Ormeño, fue un futbolista y director técnico peruano nacionalizado mexicano. Jugaba en la posición de guardameta, caracterizado por su gran altura, por lo que recibió apodos como Gulliver. Formó parte de varios equipos grandes del continente americano, entre ellos: Universitario de Deportes, Alianza Lima, Boca Juniors y Club América.
Comenzó a dar sus primeros pasos en el futbol como portero de Universitario de Deportes, con quien se proclamó campeón en dos ocasiones. Luego pasó por otros clubes de la talla de Boca Juniors, donde saldría campeón nacional en 1957, jugando tres temporadas en total. Alianza Lima, Rosario Central, Mariscal Sucre FBC y Huracán de Medellín, jugando una temporada en cada club, antes de dar el salto a México. Donde desarrolló la mayor parte de su carrera jugando en América, Atlante, Morelia y Zacatepec. Se retiró en 1964 en el Monarcas Morelia.
Con la selección de fútbol del Perú fue internacional entre 1949 y 1957, participando en un total de trece partidos. Fue seleccionado para la Copa América 1949, donde sería titular en todos los encuentros, finalizando la selección peruana en tercer lugar.
Como entrenador destaca haber dirigido a los cuatro grandes de la primera división de México: América, Cruz Azul, Pumas y Chivas. Además de conseguir cinco títulos en el fútbol guatemalteco, cuatro de ellos con el Comunicaciones en 1971, 1972, 1979 y 1991; y uno más con Municipal en 1989.
Era abuelo del futbolista Santiago Ormeño.

## Trayectoria
El Gigante de Ébano, como también se le conocía al exfutbolista, nació el 3 de diciembre de 1926. Debutó como jugador profesional con Universitario de Deportes en 1946 y ganaría dos títulos en la institución. El primero el año del debut y el segundo en 1949. En 1950 emigra a Colombia para jugar con el Huracán de Medellín, equipo donde recibiría el apodo de Gulliver por su gran estatura. Y debido a que en aquel entonces se encontraba en circulación una historieta española con un personaje con ese nombre.
Después de su paso por Colombia, es contratado por el Boca Juniors de Argentina, donde actuaría como titular en la temporada 1952-53. Permaneció por tres temporadas más, pero sin mucho éxito. Pasó en 1956 al conjunto de Rosario Central, regresa al Perú para jugar por Alianza Lima, para después emigrar al fútbol mexicano. Donde cosechó la mayoría de sus éxitos, tanto como jugador como director técnico.
En México jugaría con el América. El peruano, luego naturalizado mexicano, llegó al país en 1959, como refuerzo del América. En su momento fue uno de los fichajes llamativos realizados por Emilio Azcárraga Milmo, el entonces dueño de la franquicia. El equipo estaba bajo el mando de Fernando Marcos. En la temporada de 1959-1960, tuvo un altercado con el árbitro Lezama en el estadio la Bombonera de Toluca (hoy estadio Nemesio Diez) y posteriormente lo golpeó. Fue suspendido por un año de actividad en la primera división de México, por lo cual se fue a jugar a la liga canadiense con el Montreal White Eagles (Águilas Blancas de Montreal). Regresó a México para jugar con el Atlante, Canarios del Atlético Morelia (hoy Mazatlán Futbol Club) y con los Cañeros del Zacatepec. Su carrera se resumió en dieciocho temporadas. Pero no fue como jugador donde logró más, sino en su etapa como entrenador. Dejó la práctica activa del fútbol, en 1964, para dedicarse, después de varios cursos y seminarios, a ser director técnico.
En la temporada 1964-65, dirigió al Atlante y logró colocarlo en la quinta posición general. En la 1965-66 siguió dirigiendo a los Potros, pero, a mitad de torneo, Octavio Vial entró como coentrenador. En la siguiente temporada, la 1966-67, pasó a dirigir al casi recién ascendido cementeros del Cruz Azul. Pero, después de tres partidos, de nuevo fue enrolado como coentrenador con Raúl Cárdenas.
En 1967 dirigió a los Pumas de la UNAM, donde logró un subcampeonato jugando con jugadores mexicanos y quedando cuatro puntos abajo del Deportivo Toluca. El cual lograba su primer campeonato de la primera división. En 1968 dirigió al América y sale de la institución en 1970. En la temporada 1970-71, dirigió al Pachuca, pero, después de once partidos, es sustituido por Roberto Blanco, Jorge Rodríguez y Moacyr Santos.
Llegó a Guatemala en 1970 y ganó cinco títulos en el fútbol guatemalteco, cuatro de ellos con el Comunicaciones en 1971, 1972, 1979 y 1991; y uno más con Municipal en 1989.
En la temporada 1972-73, regresó de Guatemala para dirigir al Club Deportivo Guadalajara, y en 1974 regresó a dirigir a la capital de México, esta vez al Atlético Español (hoy Club Necaxa). En la 1975-76 dirigió al Veracruz, donde quedó en la parte baja de la tabla. En 1980-81 regresó a los Toros del Atlético Español y lo clasificó para la liguilla final, donde no pudo llegar más lejos. En el año de 1981, llegó al León AC y en 1982 pasó al Necaxa, donde permaneció hasta 1984.

## Selección nacional
Jugó en la selección de fútbol del Perú, entre 1949 y 1957, participando en un total de trece partidos. Fue seleccionado para la Copa América 1949, donde sería titular en todos los encuentros finalizando la selección peruana en tercer lugar. También jugó en el campeonato panamericano de 1952.

## Muerte
Falleció el 4 de enero de 2020 en Ciudad de México. De acuerdo con la información proporcionada por uno de sus hijos, Walter Ormeño falleció por complicaciones propias de su edad. Quince días antes, había presentado elevación en los niveles séricos de potasio, lo que se corrigió posteriormente. Tenía noventa y tres años.

## Clubes
| Club                       | País         | Año          |
| Como jugador               | Como jugador | Como jugador |
| -------------------------- | ------------ | ------------ |
| Universitario de Deportes  | Perú         | 1946-1949    |
| Huracán de Medellín        | Colombia     | 1950-1951    |
| Mariscal Sucre             | Perú         | 1951-1952    |
| Boca Juniors               | Argentina    | 1952-1955    |
| Rosario Central            | Argentina    | 1956-1957    |
| Alianza Lima               | Perú         | 1957-1958    |
| Club América               | México       | 1959-1960    |
| Zacatepec FC               | México       | 1961         |
| Montreal                   | Canadá       | 1961         |
| Club América               | México       | 1961-1962    |
| Club de Fútbol Atlante     | México       | 1962-1963    |
| Club Deportivo Morelia     | México       | 1963-1964    |
| Como entrenador            |              |              |
| Club de Fútbol Atlante     | México       | 1964-1966    |
| Club Deportivo Cruz Azul   | México       | 1966-1967    |
| Pumas de la UNAM           | México       | 1967-1968    |
| Club América               | México       | 1969-1970    |
| Club de Fútbol Pachuca     | México       | 1970-1971    |
| Comunicaciones FC          | Guatemala    | 1971-1972    |
| Club Deportivo Guadalajara | México       | 1972-1973    |
| Atlético Español           | México       | 1974         |
| Veracruz                   | México       | 1975-1976    |
| Millonarios                | Colombia     | 1978         |
| CSD Comunicaciones         | Guatemala    | 1979-1980    |
| Atlético Español           | México       | 1980-1981    |
| Club Leon                  | México       | 1981-1982    |
| Club Necaxa                | México       | 1982-1984    |
| Deportivo Saprissa         | Costa Rica   | 1986         |
| CSD Municipal              | Guatemala    | 1989-1990    |
| CSD Comunicaciones         | Guatemala    | 1990-1991    |
| Dempo Sports Club          | India        | 1997         |
| CSD Comunicaciones         | Guatemala    | 2000         |
| AD Santa Bárbara           | Costa Rica   | 2001-2002    |

## Palmarés

### Como jugador
| Título                    | Club                      | País      | Año  |
| ------------------------- | ------------------------- | --------- | ---- |
| Primera División del Perú | Universitario de Deportes | Perú      | 1946 |
| Primera División del Perú | Universitario de Deportes | Perú      | 1947 |
| Campeonato Nacional       | Boca Juniors              | Argentina | 1954 |

### Como entrenador
| Título                     | Club                       | País      | Año  |
| -------------------------- | -------------------------- | --------- | ---- |
| Liga Nacional de Guatemala | Comunicaciones Fútbol Club | Guatemala | 1970 |
| Liga Nacional de Guatemala | Comunicaciones Fútbol Club | Guatemala | 1972 |
| Liga Nacional de Guatemala | Comunicaciones Fútbol Club | Guatemala | 1979 |
| Liga Nacional de Guatemala | Comunicaciones Fútbol Club | Guatemala | 1991 |

### Copas Internacionales
| Título                                | Club              | País      | Año  |
| ------------------------------------- | ----------------- | --------- | ---- |
| Copa Fraternidad Centroamericana 1971 | Comunicaciones FC | Guatemala | 1971 |

### Otros Logros
- Subcampeón Primera División de México 1959-60 con Club América
- Subcampeón Primera División de México 1961-62 con Club América
- 3.er lugar de la Copa América 1949 con la Selección Peruana